# Wichi
Wichi (ou também wichí) e na Bolívia weenhayek, são os integrantes de uma etnia indígena do Chaco Central e do Chaco Austral, no centro da América do Sul. Os quechuas lhes atribuíram o nome pejorativo de matacos, nome com o qual foram vulgarmente chamados até o final do século XX (mataco é uma espécie de tatu, comum na região).

## Distribuição geográfica
Desde o século XVI os wichi habitam as zonas ocidentais do Chaco Central e Austral, principalmente a margem esquerda do rio Bermejo entre os 21º S e os 22º 55' S. Algum tempo depois, pressionados pela invasão dos chiriguanos e por seu próprio crescimento demográfico se deslocaram até o norte do Bermejo e o sudeste da região chaquenha.
Sua antiga proximidade com o limite das etnias andinas contribuiu com traços culturais característicos, como a monogamia, a posse de territórios por famílias (grupos restritos de parentesco) e uma incipiente agricultura com acumulação de excedentes que favoreceu um relativo sedentarismo. Missões protestantes favoreceram uma mais recente sedentarização e união das diferentes tribos.
Desde o início de 2006 os wichi habitam principalmente o oeste do departamento de Tarija, na Bolívia e o Chaco Saltenho (no nordeste da província argentina de Salta). Existem mais assentamentos no oeste das províncias argentinas de Formosa, Chaco e no extremo noroeste Santiago del Estero e é possível que haja alguns no extremo sudoeste do Chaco Boreal no Paraguai, mas não foram registrados pelos últimos censos.

## Origem
Muito antropólogos lhes atribuem origem patagônica apesar de indubitáveis contribuições e influências amazônicas e andinas as quais vemos refletidas em seus traços: suas estaturas são geralmente menores que as de outras etnias chaquenses da família patagônica.

## Idioma
Sua língua está incluída no conjunto chamado mataco-mataguayo. Este grupo inclui outras etnias: chorote, maká, chulupí, mataguayo e vejoce. Em relação a estes últimos, seu parentesco com os wichi atuais (desde 2006) é tão estreito que são considerados simplesmente como facções de uma mesma etnia.

## Sociedade
Já no século XVI haviam adotado um sedentarismo quase completo, acomodando-se em assentamentos nas margens dos rios. Formavam comunidades relacionadas por parentesco; cada uma destas estava administrada por um chefe ancião e um conselho comunitário de homens que governava cada aldeia (huef ou huet). Várias comunidades ou grupos parentais formavam facções. Suas moradias eram choças (huep) construídas com ramas, tendo forma de cúpula de 2 a 3 m de diâmetro, em cada uma das quais conviviam os integrantes de uma família, já em 2006, que foi onde foram encontrados wichis vivos atualmente eram culturas parecidas mas tinham suas diferenças.

## Alimentação
Sua agricultura antes do século XX apenas alcançava o estágio da horticultura, já que apesar da influência andina mantinham (e ainda hoje praticam) o modo de produção caçador-coletor. Seu sustento principal era a caça, a pesca e a coleta. Em quanto as mulheres se dedicavam ao cultivo de pequenas abóboras, tantos quanto possível se dedicavam à coleta de cocos de palmeiras (pindó, yatay e caranday), alfarroba, feijões selvagens, mel e outros.
Os ciclos de obtenção de recursos alimentícios significam que organizaram seu calendário de um modo circular; o início do ano (okä nek' chum) se celebrava ritualmente no período que corresponde ao mês de agosto, onde se passava a estação chamada nawup ("lua das flores"), seguida no mês de novembro pela yachup ("lua das alfarrobas"), e então ao final do nosso verão vinha a estação lup ("lua das colheitas") e a seguir a fwiyeti(up) ("lua das geadas").
Como entre muitos outros povos cujo modo de produção tem sido até recentemente o caçador-coletor, a situação ecológica de interdependência com os animais é tal que os wichi costumam dar o qualificativo de "irmãos" aos animais.
Seus utensílios e artefatos eram principalmente de madeira (por exemplo, os "paus de lavoura" que mantinham alguma semelhança com as llakta dos povos andinos), apesar de realizarem obras de cestaria, cerâmica, pedra polida e têxteis coma as yika ou bolsas de caraguatá (Bromelia hieronymi), planta muito usada em suas confecções.

## Religião
Seu sistema de crenças tem sido incluído pelos antropólogos no animismo e no xamanismo. Rendiam culto aos seres da natureza e possuíam a noção de um ser superior (Tokuah o Tokuaj) que regia o mundo.

## História
Desde o fim da década de 1870 começaram a ser reduzidos pelo homem branco, sendo forçados a trabalhar na colheita de algodão, na safra de cana de açúcar ou a trabalharem em fábricas florestais como lenhadores. Em 1914 chegaram missionários ingleses que os converteram ao anglicanismo: tais pastores se retiraram em 1982 durante a Guerra das Malvinas, o que permitiu aos wichi recuperar vários traços culturais anteriores e organizar-se como comunidade, de modo que em 1986 oficialmente foi admitido o bilingüismo nas escolas da região que habitam.
Durante o século XX suas condições de vida foram de muita pobreza, subsistindo com o cultivo de pequenas porções de terra, a coleta, caça e pesca dos degradados recursos chaquenhos, ou a venda de artesanatos de grande valor artístico e técnico (os homens fazem esculturas em madeira e as mulheres produzem tecidos de caraguatá e pequena cerâmicas). Como os integrantes de outras etnias aborígenes argentinas, os wichi se tornaram crioulos em grande parte e muitos de seus integrantes migraram para zonas urbanas onde situaram-se em bairros humildes. Muitos se converteram ao protestantismo dos grupos chamados evangelistas e pentecostais.

## Situação atual
Durante o início 2006 eram a segunda comunidade indígena do Chaco Saltenho e contam com escolas bilíngües para não perder suas tradições. Censos realizados no período de 2003-2004 indicam que cerca de 36.500 argentinos se reconhecem como pertencentes à etnia wichi. Cerca de 47% fala quase exclusivamente seu idioma (desses 47%, 80% são mulheres).